# Höfats
La Höfats est une montagne qui s'élève à 2 258 m d'altitude dans les Alpes d'Allgäu, en Bavière.